# Британська олімпійська асоціація
Британська олімпійська асоціація (англ. British Olympic Association) — організація, що представляє Велику Британію у міжнародному олімпійському русі. Заснована і зареєстрована в МОК в 1905 році.
Штаб-квартира розташована в Лондоні. Є членом МОК, ЄОК та інших міжнародних спортивних організацій. Здійснює діяльність по розвитку спорту у Великої Британії.

## Олімпійські ігри
Велика Британія тричі проводила літнью Олімпіаду, всі три заявки були на місто Лондон: Ігри відбулися в 1908 році, в 1948 і в 2012 році.

## Юрисдикція
- Велика Британія
- Гернсі
- Острів Мен
- Джерсі

- Ангілья
- Британська антарктична територія
- Британська територія в Індійському океані
- Фолклендські Острови
- Гібралтар
- Монтсеррат
- Піткерн
- Острови Святої Єлени, Вознесіння і Тристан-да-Кунья
- Південна Джорджія та Південні Сандвічеві Острови
- Острови Теркс і Кайкос

- Акротирі і Декелія